# Canby, Oregon
Canby là một thành phố trong quận Clackamas, tiểu bang Oregon, Hoa Kỳ. Dân số theo điều tra dân số năm 2000 là 12.790 người. Ước tính năm 2007 là 15.140 người.
Canby là nhà của Khu hội chợ Quận Clackamas, nơi hàng năm tổ chức hội chợ và Rodeo của quận Clackamas từ năm 1907. Đất hội chợ nằm ở phía bắc Xa lộ Oregon 99E, được sử dụng cho hội chợ vào tháng 8 và quanh năm cho các sự kiện khác.

## Lịch sử
Canby được đặt tên của Edward Richard Sprigg Canby, một vị tướng thời nội chiến Hoa Kỳ tử trận sau đó trong cuộc giao tranh với Đại úy Jack và nhóm chiến binh của người này trong Trận Modoc. Thị trấn Canby thuộc quận Modoc, California và Canby thuộc quận Yellow Medicine, Minnesota cũng được đặt tên của ông.

## Địa lý
Canby nằm ở vị trí 45°15′58″B 122°41′26″T / 45,26611°B 122,69056°TĐã đưa tham số không hợp lệ vào hàm {{#coordinates:}} (45.266002, -122.690663).1 Nó nằm cách thành phố Portland 20 dặm Anh về hướng tây nam.
Theo Cục điều tra dân số Hoa Kỳ, thành phố có tổng diện tích là 3,8 dặm vuông Anh (9,8 km²), tất cả đều là đất.
Canby bị chia cách với các đô thị lớn hơn của nó bởi một dãy đất nông nghiệp có các ngọn đồi và cánh đồng. Vào Canby từ phía bắc du khách sẽ đi qua sông Willamette, từ phía nam du khách sẽ đi qua cộng đồng lịch sử Aurora.

## Nơi hấp dẫn
- Thế giới Bò sát Hart

## Thành phố kết nghĩa
- Kurisawa, Hokkaidō, Nhật Bản (từ năm 1987 đến nay)